# Cherchell
Cherchell (auch Cherchel, beides französische Schreibweisen; arabisch شرشال, DMG Šaršāl, tamazight ⵛⵔⵛⴰⵍ Cercal) ist eine Stadt und Kommune in der Provinz Tipasa in Algerien. Die Kommune hat 48.056 Einwohner (Stand 2008) auf einer Fläche von 121,0 km², davon 34.372 in der zentralen städtischen Siedlung. Cherchell liegt an der Nordküste Afrikas, am südwestlichen Rand des Mittelmeers ca. 80 km westlich der Hauptstadt Algier. Der dortige Küstenstreifen ist überaus fruchtbar, da der im Süden ansteigende Ausläufer des Atlasgebirges ausreichend Wasser bietet.

## Geschichte

### Antike
Die heutige Stadt ist Nachfolgesiedlung der antiken Stadt Caesarea Mauretaniae.

### Spätantike und Mittelalter
Bis in die Spätantike blieb die Stadt ein wichtiger und florierender, reicher Hafenort im südwestlichen Mittelmeergebiet. Dann aber wurde sie 371 n. Chr. bei religiösen kriegerischen Auseinandersetzungen (Donatisten) nach dem Angriff des Firmus geplündert und niedergebrannt. Ca. 60 Jahre später übernahmen die Vandalen für etwa 100 Jahre die gesamte Region, ehe sie 533/4 wieder von byzantinischen Truppen rückerobert, wobei Caesarea zur Hauptstadt der Provinz Mauretania secunda erhoben wurde.

### Neuzeit

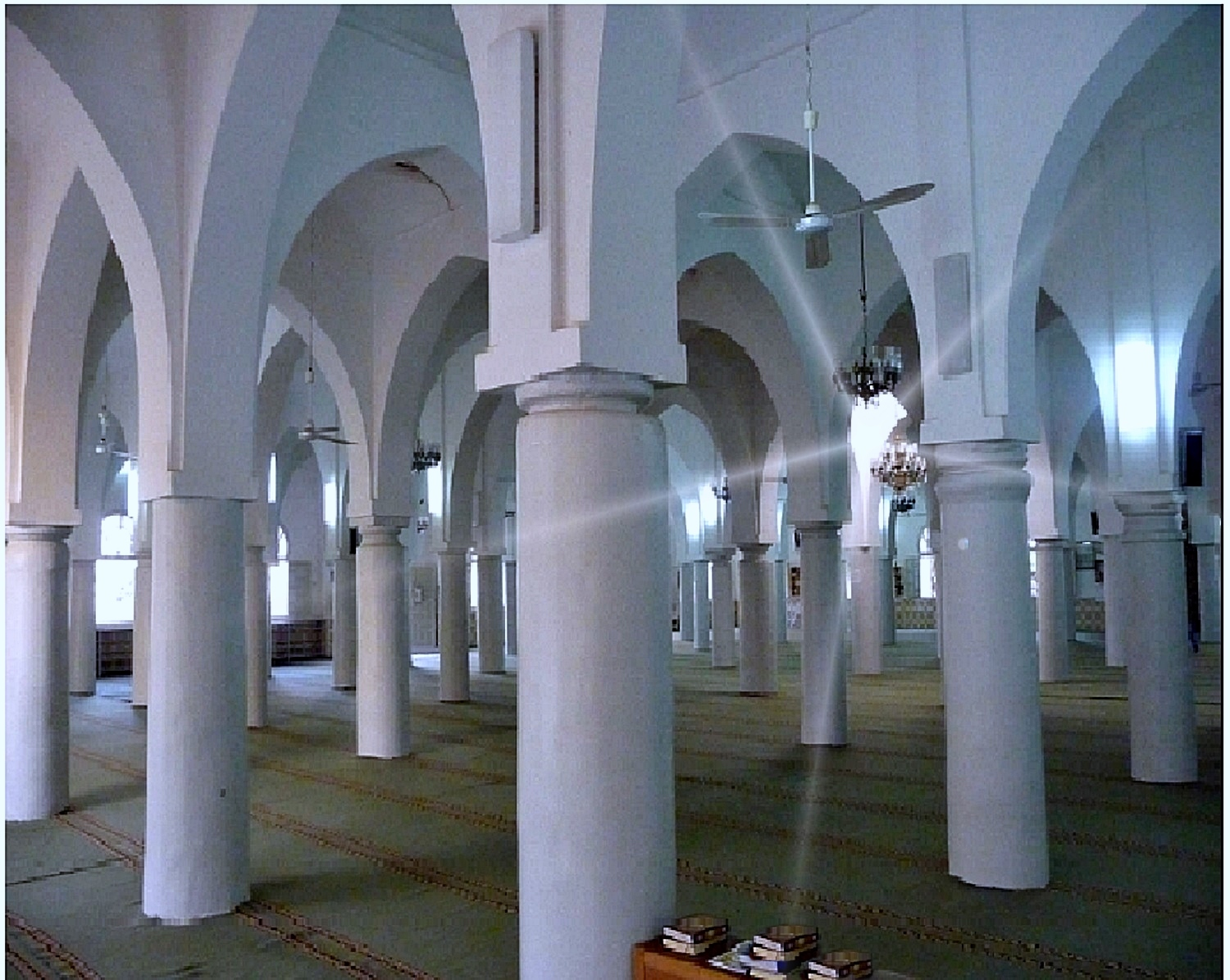
Moschee der hundert Säulen, in das Innere eines römischen Tempels gebaut

Unter den Osmanen wurde der Ort wenig später wohl nach und nach entvölkert und zu einem eher unbedeutenden kleinen Fischerort, der aber aufgrund des Hafens auf Landkarten (als Sargel, Serseli, Cercelli und Shershel) verzeichnet wurde. 
Die Ruinen der historischen Stadt liegen außerhalb der heutigen Stadt Cherchell. Am 15. März 1840 eroberten französische Truppen Cherchell von den herrschenden ottomanischen Piraten. Diese zogen sich rechtzeitig vor deren Ankunft ins Landesinnere zurück. Der Chronist Camille Rousset vermerkte, bei der Landung hätten die Franzosen nur noch einen blinden Bettler und einen Idioten vorgefunden.
Die Stadt blieb unter französischer Kontrolle bis zur algerischen Unabhängigkeit 1962. Im Zweiten Weltkrieg diente sie als Stützpunkt für US-amerikanische Truppen, 1942 ist hier wohl eine geheime Konferenz der Alliierten abgehalten worden.

## Persönlichkeiten
- Alice Recoque (1929–2021), französische Ingenieurin und Informatikerin
- Assia Djebar (1936–2015), algerische Schriftstellerin, Regisseurin und Historikerin
- Lucien Guiguet (* 1942), französischer Pentathlet
- Cheb Bilal (* 1966), algerischer Sänger